# العنكبوت المتدحرج
العنكبوت المتدحرج (الاسم العلمي: Cebrennus rechenbergi) نسبة إلى مكتشفها «إنغو ريشنبيرغ» هي عناكب سريعة تم اكتشافها في صحراء عرق الشبي بالمغرب (قرب أرفود). هذه العنكبوت من جنس Cebrennus (الأسرة عناكب صيادة).

## المميزات
يتميز هذا نوع من العناكب في المغرب بطريقة مشي أكروباتية طريفة. هذه الطريقة التي تسير فيها العناكب تشبه حركات لاعب الجمباز وهي أسرع بمقدار الضعف من المشي العادي للعناكب الأخرى.
وقد وُصفت هذه العنكبوت من قبل عالم العناكب بيتر جاغر في مجلة Zootaxa على أنها العنكبوت الوحيد التي يمكن ان تتحرك، في حالة وجود تهديد من قبل حيوان مفترس، مع الشقلبات الحقيقية التي تمكنها من الوصول إلى سرعة 2 متر/الثانية.